# アインシュタインの脳
『アインシュタインの脳』（原題：Einstein's Brain）は、1994年に英国BBCテレビジョンが制作したドキュメンタリー映画で、日本では1998年に劇場公開された。オーソドックスなドキュメンタリーながら主人公である近畿大学助教授（当時）の杉元賢治を始め、登場する面々が奇人揃いであった。

## 惹句
20世紀最高の頭脳が行方不明―
ウソのようなホントのお話の一部始終!

## 解説
1993年4月、アルベルト・アインシュタイン研究をライフワークとしている近畿大学助教授（当時）の杉元賢治は、アインシュタインの脳が保管してあるというプリンストン大学を訪れるが、保管室には実物が見当たらない。トーマス・ハーベイ教授が脳を持ち帰ったまま行方をくらましたのだ。トーマス教授を追って杉元はアメリカ各地をさすらい、その間ウィリアム・バロウズと貴重な出会いを果たしているのだが、彼の関心はあくまで“脳”一個。やがてトーマス教授の孫娘からの伝聞にしたがってカンザス・シティを訪れ、ようやくトーマス教授と対面。ついに脳の一部を手にした。

## エピソード
杉元賢治はその後、教授に昇進。アインシュタイン研究を続けたが、2006年10月19日20時44分、大阪府大阪狭山市の病院にて58歳で亡くなった。